# Living Shades
Living Shades ist die zweite EP der österreichischen Musikgruppe Sympathy for Nothing und zugleich die erste halb professionell aufgenommene CD der Band, welche 4 Songs und ein Musikvideo beinhaltet. Die Band selbst beschreibt ihren Musikstil als Melodic Metal Rock. Die erste EP Look at these Eyes, welche 6 Songs beinhaltet und 2008 erschien, wurde während des Halbfinales des Austrian Band Contests verkauft.

## Produktion
Die Produktion wurde aus eigener Tasche finanziert, nachdem die Band den International Live Award 2008 gewinnen konnte. Siegprämie waren 14.000 Euro in bar und mehrere Sachpreise im Wert von 100.000 Euro, darunter ein professionell gedrehtes Musikvideo und ein Studiobesuch bei der die Band eine CD produzieren konnte.
Die EP wurde in den Hinterhof Studios und den Gosh Studios produziert. Die Zeichnungen stammen vom Keyboarder Klaus Schobesberger, die Freihandzeichnungen von Sänger Richard Thallinger und das Logodesign von Schlagzeuger Martin Wagner. Die CD wurde von Norbert Leitner gemastert und gemixt. Die CD beinhaltet 4 Songs, ein Musikvideo und ein Online-Media-Book mit Songtexten und mp3-Dateien der Songs zum reinhören.

## Trackliste
- 1. Little Something
- 2. Roads to Rome
- 3. Remedy the Mess
- 4. D.F.M.H.
- Bonus: Musikvideo Roads to Rome
- Bonus: Online Media-Book

## Lyrics
Die Texte der Band behandeln politische und sozialkritische Themen, aber auch Erlebnisse der einzelnen Bandmitglieder. Die Texte werden von Sänger Thallinger geschrieben.
Little Something beschreibt das Thema des Krieges und dessen Sinn. Der Song wird aus der Ich-Perspektive wiedergegeben, sodass der Hörer sich besser in den Protagonisten hineinversetzen kann. Außerdem behandelt dieser Song die Frage nach der Rechtfertigung von Selbstjustiz.
Der zweite Song, Roads to Rome handelt über eine zerbrochene Beziehung und die dunkle Seite der Liebe. Der Protagonist kommt nicht über den Verlust hinweg und will sich im weiteren Verlauf das Leben nehmen. Zu diesem Song wurde auch das Musikvideo gedreht, welches durch den Gewinn beim Austrian Band Contest finanziert wurde.
Remedy the Mess, der dritte Song der EP fragt wiederum nach dem Sinn des Krieges und des Blutvergießens. Der Sänger fragt die Hörer, wie hoch der Preis eines möglichen dritten Weltkrieges sein kann. Außerdem wird in dem Song der Krieg als Selbstzerstörung der Menschlichkeit kritisiert. Die Politiker werden auch als unkontrollierbare "Kriegsmaschinen" bezeichnet.
Der letzte Song der EP, D.F.M.H. (ausgesprochen: Don't Fuck My Heart) ist ein Anti-Lovesong. Der Protagonist erfahrt, dass seine Partnerin ihn betrügt und trennt sich von ihr. Er sagt, dass sie ihn Schritt für Schritt in eine Falle gelockt habe, wofür er sie hasst.

## Musikvideo zu Roads to Rome
Das Musikvideo zum Song Roads to Rome war sehr erfolgreich. Das Video erreichte den Wochensieg bei MTV Rookie im März 2009 und den fünften Platz beim MyVideo Band Contest. Das Video zeigt das Szenario einer Trennung. die der Protagonist nicht verkraften kann und anfängt zu trinken. Am Ende des Videos wirft er eine Alkoholflasche zu Boden und rennt weg. Das Video wurde von Obscura Media produziert.

## Kritiken
Die EP erreichte hauptsächlich positive Kritiken, unter anderem auch von Vampster und Powermetal.de. MetroStation, eine amerikanische Popband war von dem Musikvideo angetan.
- Metrostation, eine amerikanische Pop-Band, die den Hit Shake It schrieb, äußerte sich über das Video Roads To Rome mit dem Kommentar, es wäre hervorragend produziert worden. Zudem bemerkte Trace Cyrus, dass ihm der Mix aus cleanem Gesang und Screaming besonders gut gefällt.[6]
- Musikreviews.de schrieb, das Album sei eine österreichische Sensation, welche faustdick hinter die Ohren pfeffert und man gespannt sein darf, wie lange es dauert bis man die fünf Oberösterreicher auch jenseits des Bodensees zu hören bekommt.[7]
- Metal.de schrieb, dass die Demo überraschend professionell sei und ordnet den Musikstil dem Melodic Metal zu, wobei 4 Songs nicht aussagekräftig wären, sondern nur das vorhandene Potential vermuten lassen würden.[8]
- Auf Metal-inside.de heißt es, Living Shades wäre eines der besten Digipacks, welches je auf der Homepage vorgestellt worden wurde, da es laut Kritiker tolle Zeichnungen, ein super Songbook und Texte enthält. Metal-inside beschreibt den Musikstil als einen Mix aus Seether und Bullet for My Valentine. Zu dem Tracklisting schreibt das Online-Magazin, mit 4 Tracks wäre der Umfang recht kurz, es sei aber eine Menge Potential enthalten.[9]
- Vampster schrieb über den Musikstil, den die Band auf Living Shades verwendet: "Die Band bezeichnet ihren Musikstil als Melodic Rock bzw. -Metal, was aufgrund der Growls von Gitarrist Putz und der teilweise harten Gitarrenriffs nicht nachvollziehbar ist. Die Band spielt einen Mix aus Nu- und Melodic Death Metal. Ansonsten macht die Band eine ganz solide und ordentliche Arbeit...."[10]